# Csengőd
Csengőd is een plaats (község) en gemeente in het Hongaarse comitaat Bács-Kiskun. Csengőd telt 2335 inwoners (2005).